# 仙营街道
仙营街道，是中华人民共和国山東省济宁市任城区下辖的一个乡镇级行政单位。

## 行政区划
仙营街道下辖以下地区：
秦庄社区、仙营社区、东红庙社区、谢营社区、南岱村和济宁市职业技术学院社区。